# Polastron, Gers
Polastron är en kommun i departementet Gers i regionen Occitanien i sydvästra Frankrike. Kommunen ligger i kantonen Samatan som tillhör arrondissementet Auch. År 2022 hade Polastron 269 invånare.

## Befolkningsutveckling
Antalet invånare i kommunen Polastron
Referens:INSEE